# Henry Stanford
Henry Stanford, britanski general, * 1894, † 1957.